# Finnsjön, Uppland
Finnsjön är en sjö i Tierps kommun i Uppland och ingår i Forsmarksåns huvudavrinningsområde. Sjön är 3,4 meter djup, har en yta på 4,49 kvadratkilometer och är belägen 28 meter över havet. Sjön avvattnas av vattendraget Forsmarksån (Nybroån). Vid provfiske har bland annat abborre, björkna, braxen och gers fångats i sjön.

## Delavrinningsområde
Finnsjön ingår i det delavrinningsområde (669259-161523) som SMHI kallar för Utloppet av Finnsjön. Medelhöjden är 32 meter över havet och ytan är 20,14 kvadratkilometer. Räknas de 4 avrinningsområdena uppströms in blir den ackumulerade arean 102,41 kvadratkilometer. Avrinningsområdets utflöde Forsmarksån (Nybroån) mynnar i havet. Avrinningsområdet består mestadels av skog (63 procent). Avrinningsområdet har 4,48 kvadratkilometer vattenytor vilket ger det en sjöprocent på 22,3 procent.

## Fisk
Vid provfiske har följande fisk fångats i sjön:
- Abborre
- Björkna
- Braxen
- Gärs
- Gädda
- Mört
- Sarv
- Sutare